# D. B. Sweeney

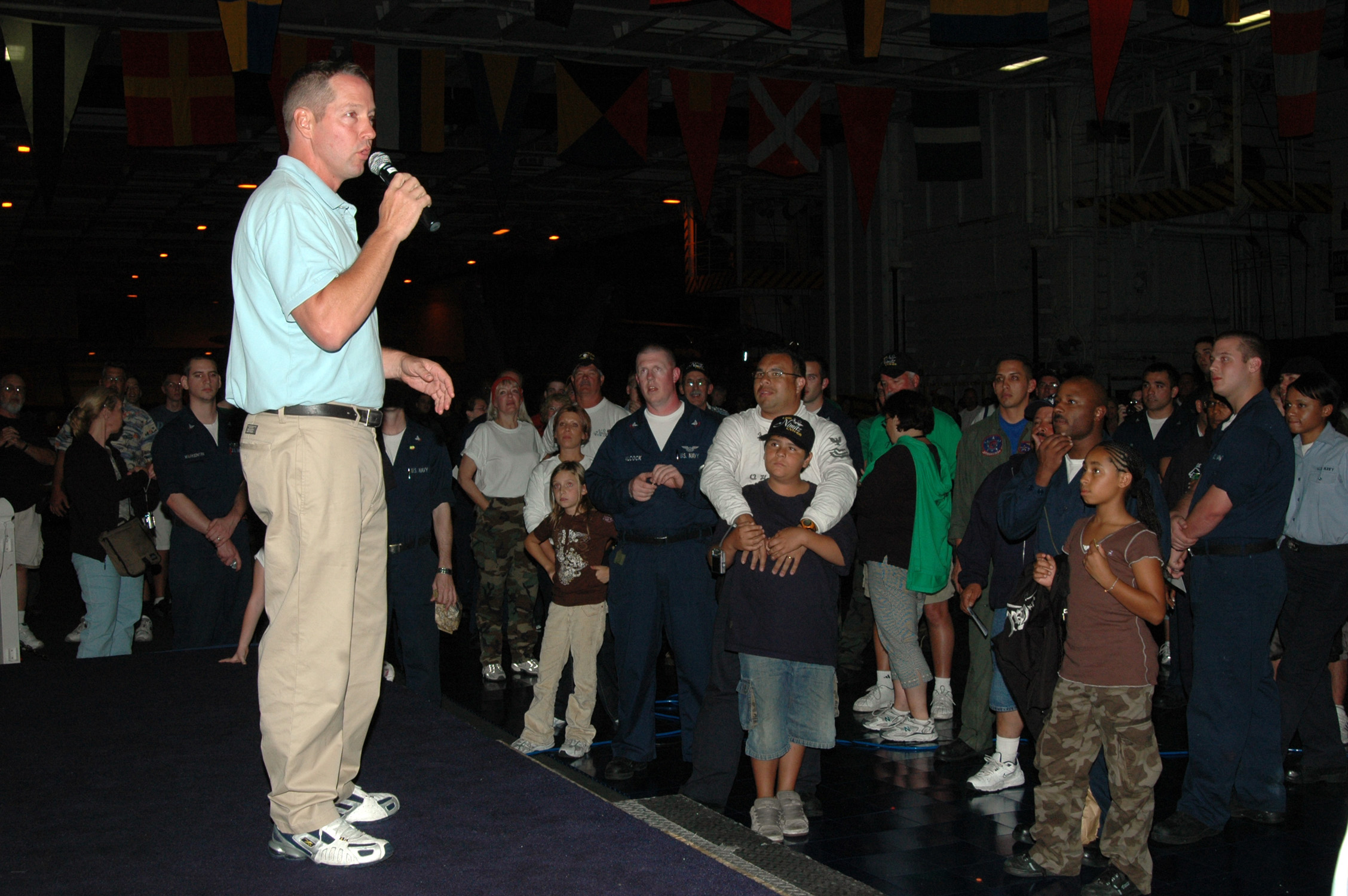
D.B. Sweeney

Daniel Bernard «D. B.» Sweeney (Shoreham, Nueva York, 14 de noviembre de 1961) es un actor, actor de voz, realizador, guionista y productor estadounidense.
Sweeney trabajó en Disney y participó en el 2000 en la película Dinosaurio como Aladar y en el 2003 en Brother Bear como Sitka.

## Filmografía
| Año       | Película/Serie                                       | Papel                          | Otras Notas                             |
| --------- | ---------------------------------------------------- | ------------------------------ | --------------------------------------- |
| 1985      | Out of the Darkness                                  | Mike                           | Telefilme                               |
| 1985      | Spenser: For Hire (serie de televisión)              | Rick                           | Episodio: "Resurrection"                |
| 1986      | Power                                                | Estudiante                     |                                         |
| 1986      | Fire with Fire                                       | Thomas Baxter                  |                                         |
| 1987      | Gardens of Stone                                     | Jackie Willow                  |                                         |
| 1987      | No Man's Land                                        | Benjy Taylor                   |                                         |
| 1988      | Eight Men Out                                        | Joseph "Shoeless Joe" Jackson  |                                         |
| 1989      | Lonesome Dove                                        | Dish Boggett                   | Miniserie                               |
| 1989      | Sons                                                 | Ritchie                        |                                         |
| 1990      | Memphis Belle                                        | Teniente Phil Lowenthal        |                                         |
| 1991      | Blue Desert                                          | Steve Smith                    |                                         |
| 1991      | Heaven Is a Playground                               | Zack Telander                  |                                         |
| 1992      | The Cutting Edge                                     | Doug Dorsey                    |                                         |
| 1992      | Miss Rose White                                      | Dan McKay                      | Telefilme                               |
| 1992      | Leather Jackets                                      | Mickey                         |                                         |
| 1992      | En Dag i oktober                                     | Niels Jensen                   |                                         |
| 1993      | Fire in the Sky                                      | Travis Walton                  |                                         |
| 1993      | Hear No Evil                                         | Ben Kendall                    |                                         |
| 1994      | Tales from the Crypt                                 | Clyde                          | Episodio: "Staired in Horror"           |
| 1995      | Roommates                                            | Michael Holzcek                |                                         |
| 1995      | Three Wishes                                         | Jeffery Holman (no acreditado) |                                         |
| 1995-1996 | Strange Luck (serie de TV)                           | Chance Harper / Alex Sanders   | 17 episodios                            |
| 1996      | Frame by Frame                                       |                                |                                         |
| 1997      | Spawn                                                | Terry Fitzgerald               |                                         |
| 1997-1998 | C-16: FBI (serie de TV)                              | Scott Stoddard                 | 11 episodios                            |
| 1999      | The Book of Stars                                    | Prisionero                     |                                         |
| 1999      | NYPD Blue (serie de televisión)                      | Joey Dwyer                     | Episodios: "Big Bang Theory"            |
| 1999      | Introducing Dorothy Dandridge                        | Jack Denison                   | Telefilme                               |
| 1999      | The Weekend                                          | Tony                           |                                         |
| 1999      | Goosed                                               | Steve Steven                   |                                         |
| 1999-2000 | Harsh Realm (serie de televisión)                    | Mike Pinocchio                 | 9 episodios                             |
| 2000      | After Sex                                            | Tony                           |                                         |
| 2000      | Dinosaurio                                           | Aladar                         | (Voz)                                   |
| 2000      | The Outer Limits                                     | Scott Bowman                   | Episodio: "The Grid"                    |
| 2000      | Warriors of Might and Magic (Video Game)             |                                | (Voz)                                   |
| 2000-2001 | Once and Again (serie de televisión)                 | Graham Rympalski               |                                         |
| 2001      | Hard Ball                                            | Matt Hyland                    |                                         |
| 2002      | Superfire                                            | James Merrick                  |                                         |
| 2002      | Greenmail                                            | Jeremy O'Brien                 |                                         |
| 2003      | CSI: Miami (serie de TV)                             | Simon Bishop                   | Episodio: "Body Count"                  |
| 2003      | Brother Bear                                         | Sitka                          | (Voz)                                   |
| 2004      | Speak                                                | Jack Sordino                   |                                         |
| 2004      | CSI: Crime Scene Investigation (serie de televisión) | Kyle Good                      | Episodio: "Early Rollout"               |
| 2004      | Going to the Mat                                     | Coach Rice                     | (Telefilme)                             |
| 2004      | Karen Sisco (serie de televisión)                    | Harry Boyle                    | Episodio: "No One's Girl"               |
| 2004-2005 | Life as We Know It (serie de televisión)             | Michael Whitman                | 13 episodios                            |
| 2006      | The Darwin Awards                                    | Detective Maguire              |                                         |
| 2006      | Two Tickets to Paradise                              | Billy McGriff                  | También guionista y director            |
| 2006      | House                                                | Dylan Crandall                 | Episodio: "Who's Your Daddy?"           |
| 2006      | Yellow                                               | Christian Kile                 |                                         |
| 2006-2008 | Jericho                                              | John Goetz                     | 5 episodios                             |
| 2007      | Entry Level                                          | Clay                           |                                         |
| 2007      | Vegas: An Opulent Illusion                           | Narrador                       | (vídeo corto)                           |
| 2008      | Stiletto                                             | Danny                          | directa a vídeo                         |
| 2008      | Heatstroke                                           | Capitán Steve O'Bannon         | Telefilme                               |
| 2008      | Miracle at St. Anna                                  | Coronel Driscoll               |                                         |
| 2008      | Crash                                                | Peter Emory                    | 4 episodios                             |
| 2008      | Leverage                                             | Padre Paul                     | Episodio: "The Miracle Job"             |
| 2009      | Criminal Minds                                       | U.S. Marshal Sam Kassmeyer     | 3 episodios                             |
| 2010      | CSI: NY (serie de televisión)                        | A.D.A. Craig Hansen            | Episodio: "Criminal Justice "           |
| 2010      | 24                                                   | Mark Bledsoe                   | 2 episodios                             |
| 2010      | The Imploders (serie de televisión)                  |                                | Episodio: "Widow Makers and Firestorms" |
| 2010      | Three Rivers (serie de televisión)                   | Det. Ted Sandefur              | Episodio: "Status 1A"                   |
| 2010      | Universal Dead (serie de televisión)                 | Capitán John Trent             | 3 episodios                             |
| 2010      | The Event                                            | Carter                         | 6 episodios                             |
| 2010      | Fencewalker                                          | Detective                      | post-production                         |
| 2011      | Javelina                                             | Dr. Carey                      |                                         |
| 2011      | Hawaii Five-0                                        | Richard Davis                  | Episodio: "Ne Me'e Laua Na Paio"        |
| 2011      | Castle                                               | Det. Kyle Seeger               | Episodio: "To Love and Die in L.A."     |
| 2011      | Swamp Shark                                          | Charlie                        | Telefilme (postproducción)              |
| 2011      | Deep in the Heart                                    | Michael                        | posproducción                           |
| 2011      | False Creek Stories (cortometraje)                   | Bill                           | completado                              |
| 2011      | Ice Pilots                                           | Narrador                       | 6 episodios                             |
| 2012      | K-11                                                 | Gerard Johnson                 |                                         |
| 2012      | Taken 2 (película)                                   | Bernie                         |                                         |
| 2015      | Bus 657 El escape del siglo                          | Bernie                         |                                         |